# Castellino del Biferno
Castellino del Biferno ist eine Gemeinde (comune) in der italienischen Region Molise und der Provinz Campobasso. Die Gemeinde liegt in den Apenninen etwa 16 Kilometer nordnordöstlich von Campobasso und hat 421 Einwohner (Stand: 31. Dezember 2023). Der Biferno bildet die Nordgrenze der Gemeinde.

## Einzelnachweise

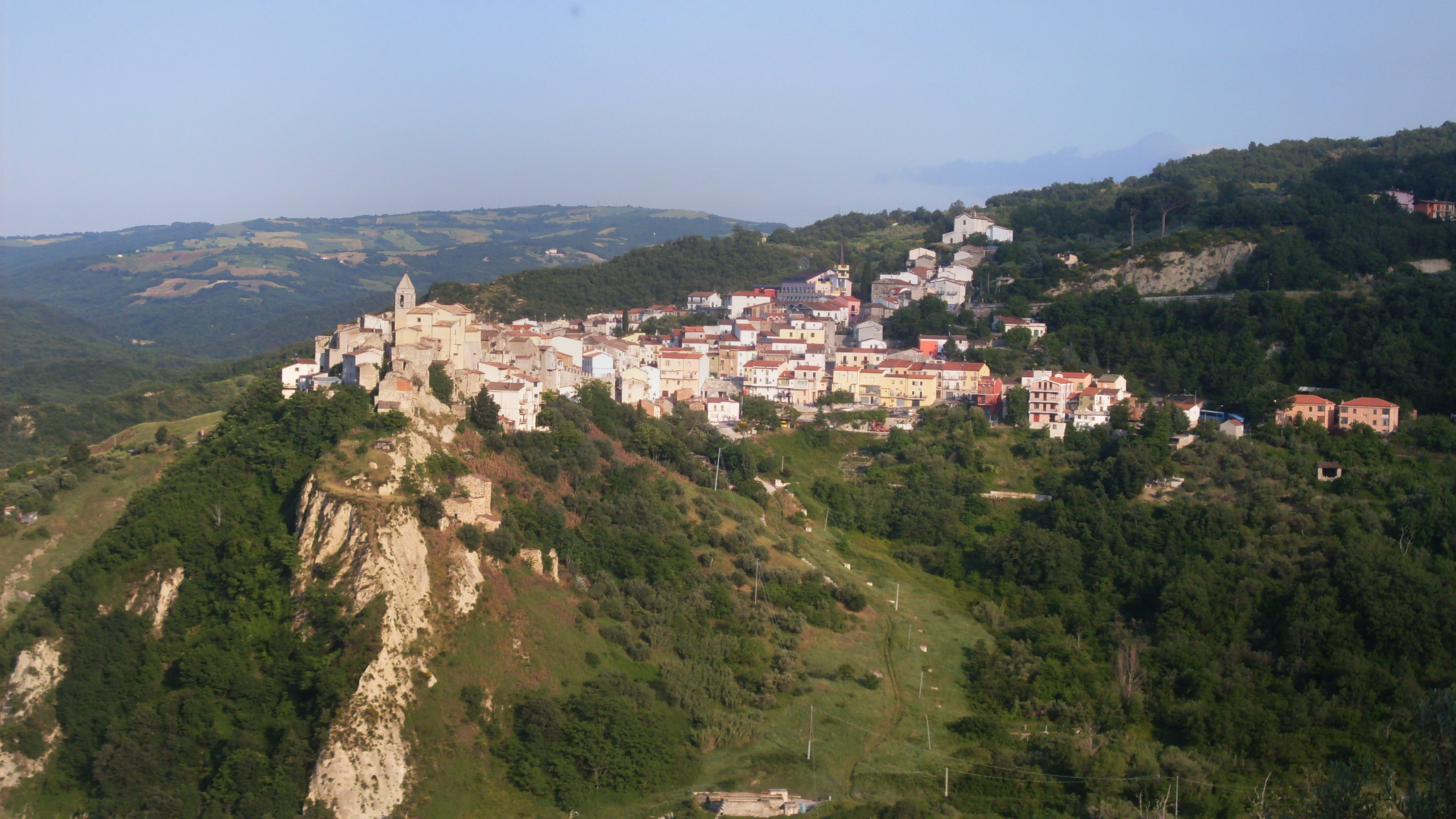
Castellino del Biferno